# Schneider Electric
Schneider Electric SE – międzynarodowe przedsiębiorstwo działające w branży energetycznej, mające swoją siedzibę w Rueil-Malmaison, w regionie Île-de-France we Francji.

## Historia
Początki przedsiębiorstwa sięgają 1836 roku, kiedy bracia Schneider przejęli upadającą odlewnię Creusot. W roku 1838 zarejestrowali spółkę Schneider & Cie. Głównym obszarem działalności przedsiębiorstwa był przemysł zbrojeniowy, aż do 1891 roku, kiedy zaczęto koncentrować się również na powstającym rynku elektrotechnicznym.
W 1919 roku za pomocą Europejskiej Unii Przemysłowej i Finansowej przedsiębiorstwo otworzyło oddziały w Niemczech oraz Europie Wschodniej gdzie kupiło między innymi akcje Towarzystwa Akcyjnego Zakładów Hutniczych "Huta Bankowa" w Poczesnej. Dyrektorem towarzystwa był Ludwik Hennequin, który w Kolonii Borek miał swój pałac nad rzeką Wartą. W okresie międzywojennym zakład zatrudniał 1452 pracowników pracujących w 19 kopalniach wydobywających rudę żelaza. W późniejszych latach, dzięki współpracy z firmą Westinghouse, przedsiębiorstwo poszerzyło swą ofertę o silniki elektryczne, wyposażenie elektryczne dla stacji elektroenergetycznych oraz lokomotywy elektryczne. Z upływem czasu przedsiębiorstwo ograniczało produkcję uzbrojenia, a rozwijało branże takie jak budownictwo, metalurgia oraz elektryka.
W roku 1988 przedsiębiorstwo przejęło firmę Télémécanique, trzy lata później firmę Square D, w 1992 roku Merlin Gerin, a w 1999 Lexel.

## Działalność przedsiębiorstwa w regionie Europy Środkowo-Wschodniej
Region Schneider Electric Europy Środkowo-Wschodniej obejmuje kraje: Polska, Czechy, Słowacja, Ukraina. Zatrudnionych jest ponad 3200 pracowników. W klastrze MEE Schneider Electric posiada sześć fabryk. Pięć zakładów produkcyjnych znajduje się w Polsce (Bukowno, Mikołów, Szczecinek, Świebodzice i Tychy), a szósty znajduje się w Czechach, w Pisku.
Polska jest miejscem, gdzie świadczone są usługi wspólne dla firmy Schneider Electric na świecie. Są to: Centrum Usług Wspólnych dla finansów, Centrum Usług Wspólnych dla HR, Global Marketing, Centrum Obsługi Klienta Nordyckiego.

### Schneider Electric Industries Bukowno
Firma Schneider Electric Industries Polska Sp. z o.o. w Bukownie koło Olkusza powstała w 1998 roku. Zajmuje się głównie produkcją wyłączników aparatury niskich napięć typu Compact NS/NSX oraz Compact NSXm, a także rozłączników typu COMPACT INS/INV. Ponadto produkuje różnorodne akcesoria do wymienionych produktów. Odbiorcami są fabryki grupy Schneider Electric (podzespoły) oraz centra dystrybucyjne koncernu (produkty gotowe).

### Fabryka Transformatorów w Mikołowie
Mikołowska Fabryka Transformatorów liczy sobie ponad 70 lat. Założona w 1945 roku pod nazwą Mefta przechodziła kolejne przekształcenia: sprywatyzowana przez AEG, kolejno była częścią koncernów Alstom, Areva T&D, żeby w 2010 roku stać się częścią francuskiego koncernu Schneider Electric aż do stycznia 2023 roku, w którym stała się częścią Green Transfo SAS.  
Obecnie Mikołowska Fabryka Transformatorów produkuje transformatory w trzech różnych technologiach
1. Transformatory olejowe MINERA w zakresie mocy od 25kVA do 4MVA;
2. Transformatory suche – żywiczne TRIHAL w technologii próżniowej o mocy od 40kVA do 4 MVA;
3. Transformatory suche – żywiczne RESIGLAS w technologii nawijania na mokro od 40kVA do 5,6 MVA.

### Schneider Electric Elda S.A. w Szczecinku
Firma istnieje na polskim rynku od 1957 roku. Od ponad 20 lat firma dynamicznie rozwija się w ramach międzynarodowego koncernu Schneider Electric. Specjalizuje się w produkcji i dostawach kompletnych akcesoriów dla elektrycznych instalacji budynków mieszkalnych i komercyjnych na napięcie do 400 V. Produkcja obejmuje ponad 5500 produktów. Głównie serie łączników i gniazd oraz puszki elektroinstalacyjne, które są aktualnie sprzedawane w 12 krajach w Europie.

### Schneider Electric Polska Sp. z o.o. Oddział w Świebodzicach (REFA)
Początki działalności Zakładu sięgają 1945 r. Przez lata REFA była cenionym producentem różnego rodzaju przekaźników i urządzeń zabezpieczających dla energetyki krajowej oraz na rynki zagraniczne. W roku 2010 stała się częścią międzynarodowej grupy Schneider Electric i wchodząc w skład spółki Schneider Electric Polska Sp. z o.o. z siedzibą w Warszawie stanowi obecnie jedną z jednostek operacyjnych koncernu Schneider Electric w Polsce.

### Eurotherm Poland – Tychy
Elektro-Trading sp. z o.o. jest autoryzowanym przedstawicielem firm grupy Eurotherm w Polsce. Fabryka zajmuje się produkcją elektronicznych przyrządów kontrolno-pomiarowych, sterowników, rejestratorów i kontrolerów mocy dla odbiorców na całym świecie.